# 項倬
項倬（1415年—？），字所洪，江西吉安府龍泉縣人，民籍，明朝政治人物。進士出身。

## 生平
江西鄉試第三十七名。景泰二年（1451年）辛未科會試第一百一名，殿試登進士第三甲第八十九名。

## 家族
曾祖項鳳梧，曾任元潞州學正。祖父項崇。父亲項浩。